# Chrysis rutiliventris
Chrysis rutiliventris é uma espécie de insetos himenópteros, mais especificamente de vespas pertencente à família Chrysididae.
A autoridade científica da espécie é Abeille de Perrin, tendo sido descrita no ano de 1879.
Trata-se de uma espécie presente no território português.